# Мэдисон, Майки
Микаэла Мэ́дисон Ро́сберг (англ. Mikaela Madison Rosberg; род. 25 марта 1999, Лос-Анджелес, Калифорния) — американская актриса, лауреат премий «Оскар» и BAFTA, номинант на премии «Золотой глобус» (2025) и Гильдии киноактёров США (2025). Она — первая представительница поколения Z, получившая премию «Оскар» в актёрской номинации. Известна под псевдонимом Майки Мэдисон (англ. Mikey Madison).

## Биография
Майки Мэдисон родилась и выросла в Лос-Анджелесе, Калифорния, в семье психологов, где было ещё четверо детей. Большинство её предков — евреи-ашкеназы.
Мэдисон появилась в нескольких короткометражных фильмах, прежде чем дебютировала на большом экране в главной роли в независимой драме Терри Сандерса «Лиза, Лиза, небеса серого цвета», снятой в 2015 году, однако вышедшей на экраны лишь два года спустя.
Начиная с 2016 года, Мэдисон исполняет одну из главных ролей в сериале «Всё к лучшему». Она также имела повторяющуюся роль в сериале «Типа моя жена» и роли в вышедших в 2018 году фильмах «Монстр» и «Ностальгия». В 2019 году Мэдисон исполнила роль Сьюзан Аткинс в фильме Квентина Тарантино «Однажды в… Голливуде», а также озвучила эпизодическую роль в мультфильме «Семейка Аддамс». В 2022 году она исполнила одну из главных ролей в слэшере «Крик».

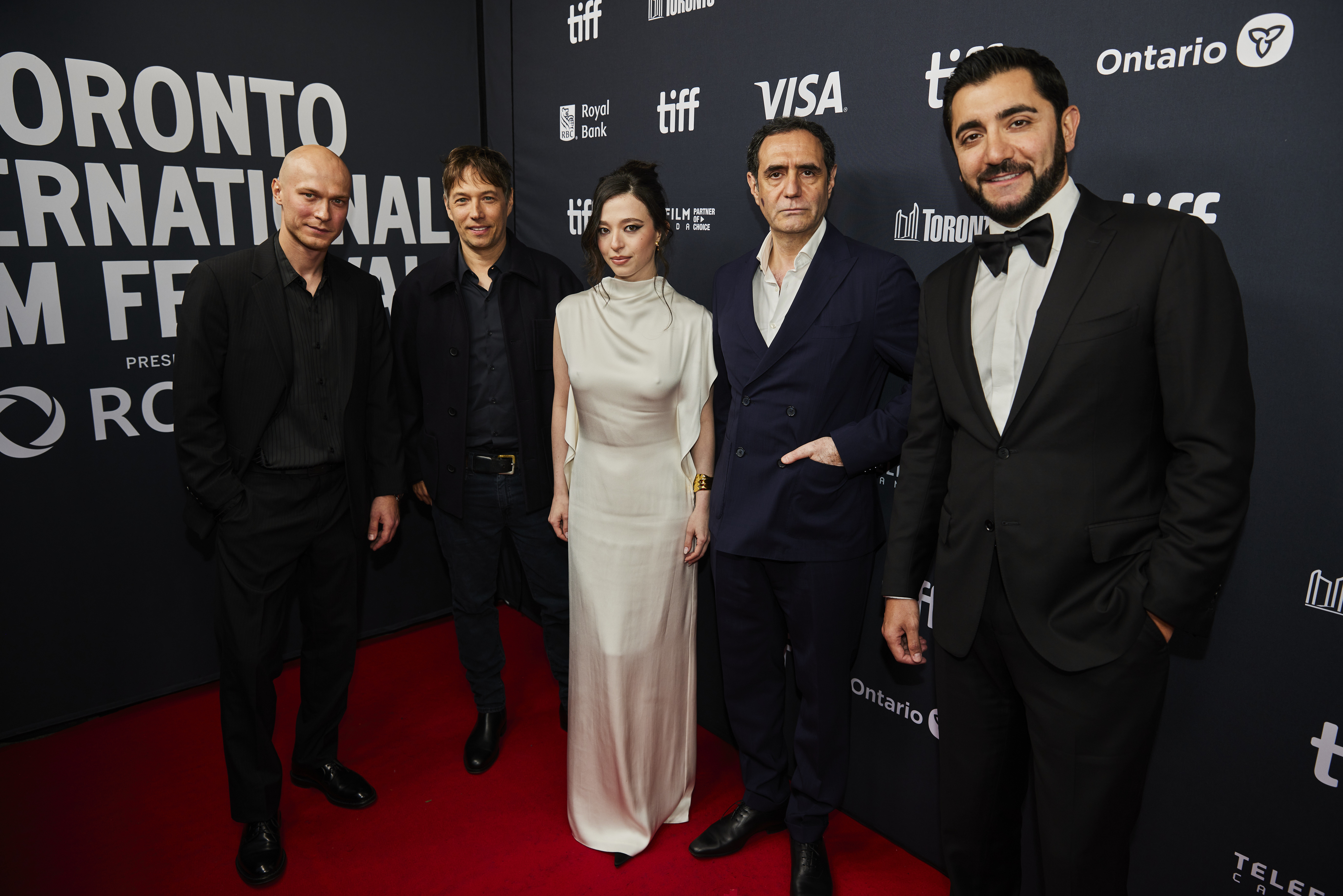
Юра Борисов, Шон Бейкер, Майки Мэдисон, Карен Карагулян и Ваче Товмасян на Кинофестивале в Торонто 2024

В 2023 году Мэдисон сыграла главную роль в фильме «Анора», который в мае 2024 года получил «Золотую пальмовую ветвь» на Каннском кинофестивале, а сама Мэдисон удостоилась премии «Оскар» за лучшую женскую роль. «Анора» принесла Мэдисон номинацию на «Золотой глобус» в категории «Лучшая актриса в комедии или мюзикле», а также награды Общества кинокритиков Бостона («Лучшая женская роль»), Фестиваля американского кино в Довиле («Восходящая звезда Голливуда»), SCAD Savannah Film Festival («Награда за прорыв»), Mill Valley Film Festival («За выдающиеся достижения»), Las Vegas Film Critics Society («Лучшая женская роль»), 2024 Los Angeles Film Critics Association Awards, премию Национального совета кинокритиков США («Прорывная производительность»), Общества критиков Сан-Диего («Успешный прорыв»), Seattle Film Critics Society, Ассоциации кинокритиков Сент-Луиса («Лучшая женская роль»), Ассоциации кинокритиков Торонто, Virginia Film Festival («Актёрское мастерство»), Ассоциации кинокритиков Вашингтона («Лучшая женская роль») и другие.

## Фильмография
| Год       |     | Русское название                | Оригинальное название         | Роль                           |
| --------- | --- | ------------------------------- | ----------------------------- | ------------------------------ |
| 2013      | кор | Отставка                        | Retirement                    | дочь                           |
| 2013      | кор | Шкатулка Пани                   | Pani's Box                    | Пани                           |
| 2014      | кор | Стремящийся к величию           | Bound for Greatness           | Хейли                          |
| 2016—2022 | с   | Всё к лучшему                   | Better Things                 | Максин «Макс» Фокс             |
| 2017      | ф   | Лиза, Лиза, небеса серого цвета | Liza, Liza, Skies Are Grey    | Лиза                           |
| 2017—2018 | с   | Самозванцы                      | Imposters                     | юная Мэдди                     |
| 2018      | ф   | Ностальгия                      | Nostalgia                     | Кэтлин                         |
| 2018      | ф   | Монстр                          | Monster                       | Александра Флойд               |
| 2019      | ф   | Однажды в Голливуде             | Once Upon a Time in Hollywood | Сьюзан «Сейди» Аткинс          |
| 2019      | мф  | Семейка Аддамс                  | The Addams Family             | Кэнди                          |
| 2021      | ф   | Носорог                         | It Takes Three                | Кэт Уокер                      |
| 2022      | ф   | Крик                            | Scream                        | Эмбер Фриман                   |
| 2023      | ф   | Спасая души                     | All Souls                     | Ривер                          |
| 2024      | ф   | Анора                           | Anora                         | Анора «Эни» Михеева / Захарова |
| 2024      | с   | Женщина в озере                 | Lady in the Lake              | Джудит Вайнштейн               |